# Avondale Williams
Avondale Williams (10 ottobre 1977) è un calciatore e allenatore di calcio anglo-verginiano, di ruolo attaccante.

## Carriera

### Club
Ha giocato nel proprio paese con Veterans, Rangers e Islanders.

### Nazionale
Ha esordito in Nazionale nel 2004, mentre dal 2008 al 2018 ne è stato anche il commissario tecnico.